# Ménestreau-en-Villette
Ménestreau-en-Villette – miejscowość i gmina we Francji, w Regionie Centralnym, w departamencie Loiret.
Według danych na rok 1990 gminę zamieszkiwało 1296 osób, a gęstość zaludnienia wynosiła 24 osoby/km² (wśród 1842 gmin Centre, Ménestreau-en-Villette plasuje się na 306. miejscu pod względem liczby ludności, natomiast pod względem powierzchni na miejscu 64.).